# Campeonato Gaúcho de Futebol de 2016 - Série A
O Campeonato Gaúcho de Futebol de 2016, oficialmente denominado  Gauchão Ipiranga 2016, foi a 96ª edição da competição organizada anualmente pela Federação Gaúcha de Futebol. O Internacional conquistou o sexto título consecutivo na final contra o Juventude.

## Formato de disputa
O campeonato foi disputado em quatro fases, sendo:
- 1ª fase (Classificatória): disputada por todas as 14 equipes, em apenas um grupo (Grupo A) e em turno único. Os 8 primeiros colocados classificaram-se para a 2ª fase e os três últimos classificados foram rebaixados à Divisão de Acesso de 2017.
- 2ª fase (Quartas-de-finais): disputada pelas 8 equipes melhores colocadas na 1ª fase, em jogo único. Caso persistisse o empate no final do tempo regulamentar, seria feita uma disputa por pênaltis, para definir o semifinalista.
- 3ª fase (Semifinal): disputada pelas 4 equipes vencedoras da 2ª fase, em jogos de ida e volta. Caso persistisse o empate no final dos dois jogos, seria levado em conta a regra do gol fora de casa. Caso continuasse persistindo o empate, seria feita uma disputa por pênaltis, para definir o finalista.
- 4ª fase (Final): disputada pelas 2 equipes vencedoras das semifinais, em jogos de ida e volta. Caso persistisse o empate no final dos dois jogos, seria levado em conta o gol marcado fora de casa. Persistindo o empate, seria aplicada uma prorrogação de 30 minutos, divididos em 2 períodos. Caso continuasse o empate, seria feita uma disputa por pênaltis, para definir o campeão. Os três primeiros colocados disputarão a Copa do Brasil de 2017.

## Participantes
| Equipe | Cidade        | Em 2015       | Estádio              | Capacidade | Títulos (Último) |
| --- | ------------- | ------------- | -------------------- | ---------- | ---------------- |
| Clube Esportivo Aimoré | São Leopoldo  | 12º           | Cristo Rei           | 7 800      | 0 (não possui)   |
| Grêmio Esportivo Brasil | Pelotas       | 3°            | Bento Freitas        | 7 200      | 1 (1919)         |
| Esporte Clube Cruzeiro | Cachoeirinha  | 8º            | Vieirão              | 4 700      | 1 (1929)         |
| Grêmio Esportivo Glória | Vacaria       | 1º (Série A2) | Altos da Glória      | 2 410      | 0 (não possui)   |
| Grêmio Foot-Ball Porto Alegrense | Porto Alegre  | 2º            | Arena do Grêmio      | 55 662     | 36 (2010)        |
| Sport Club Internacional | Porto Alegre  | 1º            | Beira-Rio            | 50 128     | 44 (2015)        |
| Esporte Clube Juventude | Caxias do Sul | 4º            | Alfredo Jaconi       | 19 924     | 1 (1998)         |
| Clube Esportivo Lajeadense | Lajeado       | 6º            | Alviazul             | 4 266      | 0 (não possui)   |
| Esporte Clube Novo Hamburgo | Novo Hamburgo | 7º            | Estádio do Vale      | 5 196      | 0 (não possui)   |
| Esporte Clube Passo Fundo | Passo Fundo   | 9º            | Vermelhão da Serra   | 15 000     | 0 (não possui)   |
| Esporte Clube São José | Porto Alegre  | 11º           | Passo d'Areia        | 10 646     | 0 (não possui)   |
| Sport Club São Paulo | Rio Grande    | 13º           | Aldo Dapuzzo         | 8 000      | 1 (1933)         |
| Veranópolis Esporte Clube Recreativo e Cultural | Veranópolis   | 10º           | Antônio David Farina | 4 720      | 0 (não possui)   |
| Ypiranga Futebol Clube | Erechim       | 5º            | Colosso da Lagoa     | 22 000     | 0 (não possui)   |
| Porto Alegre Porto Alegre Grêmio Internacional São José Juventude Aimoré Brasil de Pelotas Cruzeiro Lajeadense Novo Hamburgo Passo Fundo São Paulo Glória Veranópolis Ypiranga |               |               |                      |            |                  |

Estádios

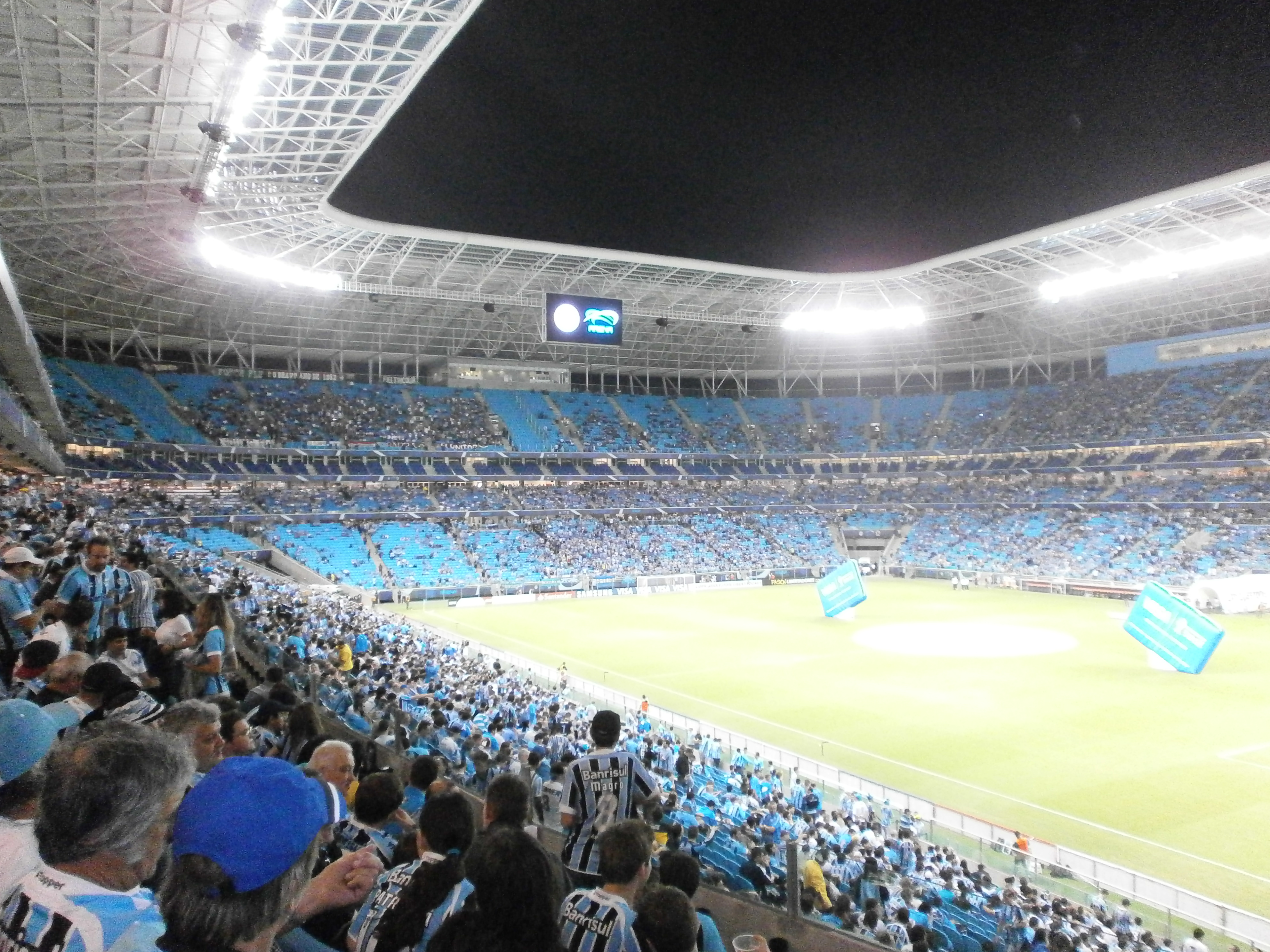
Arena do Grêmio
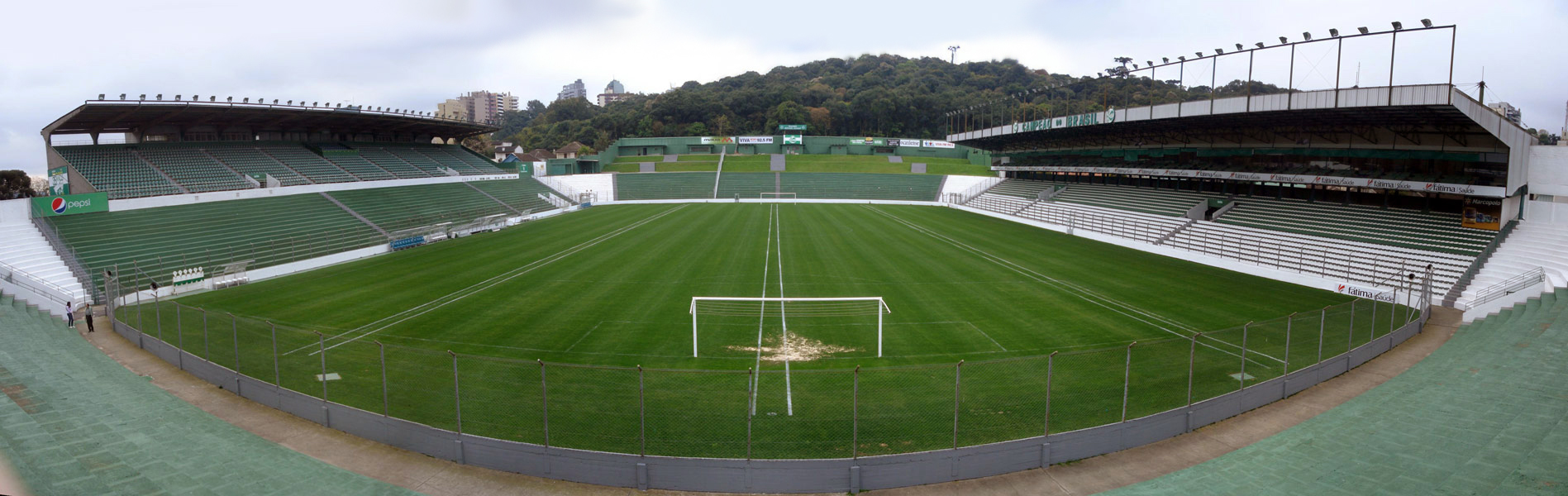
Estádio Alfredo Jaconi
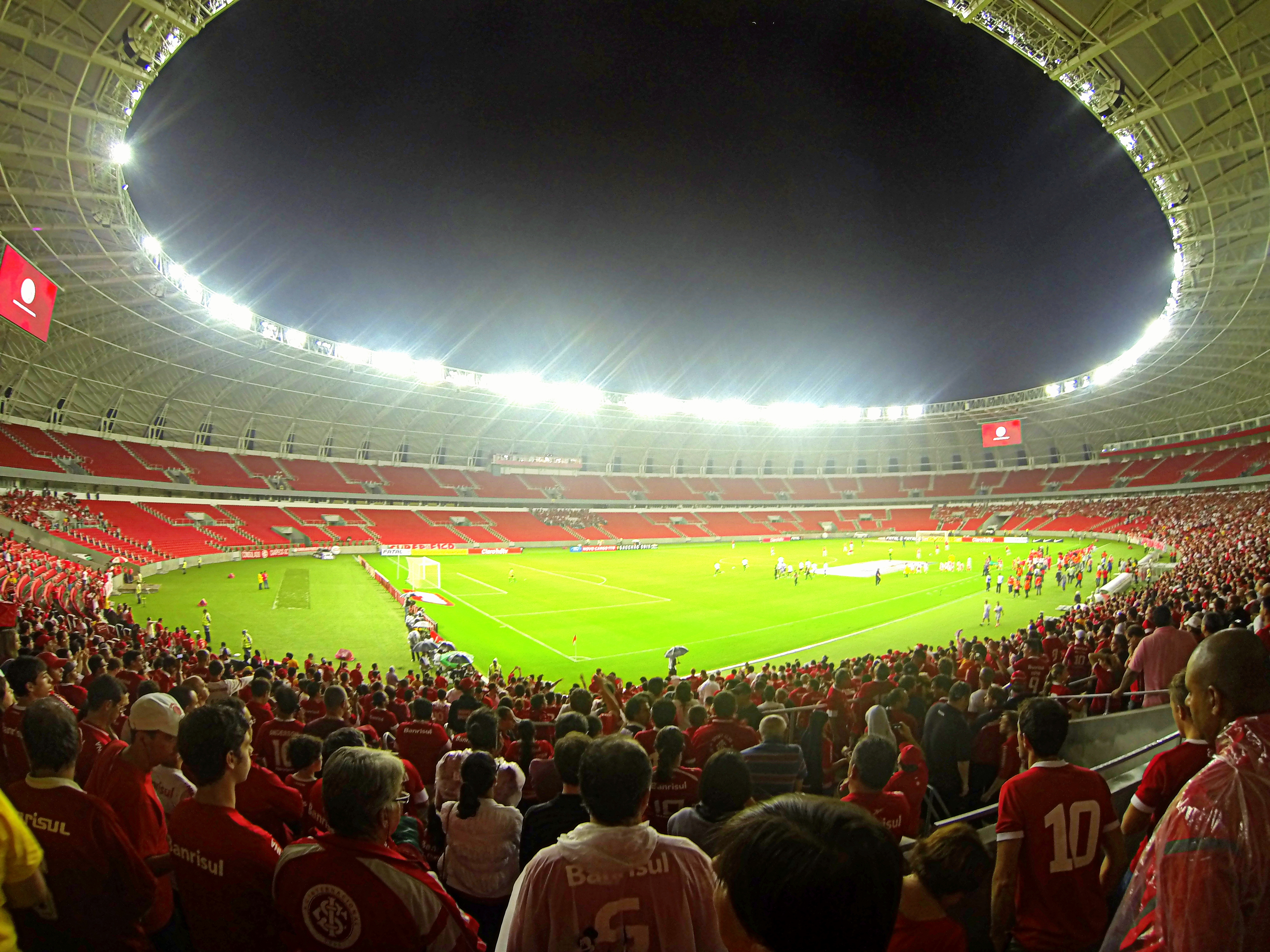
Estádio Beira-Rio
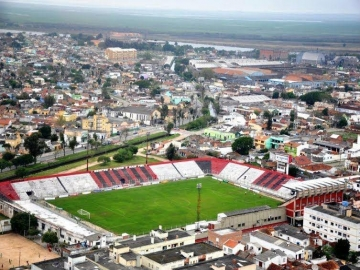
Estádio Bento Freitas
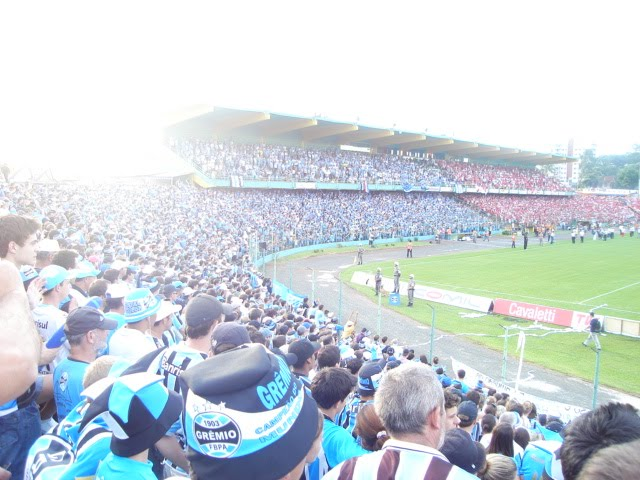
Estádio Colosso da Lagoa
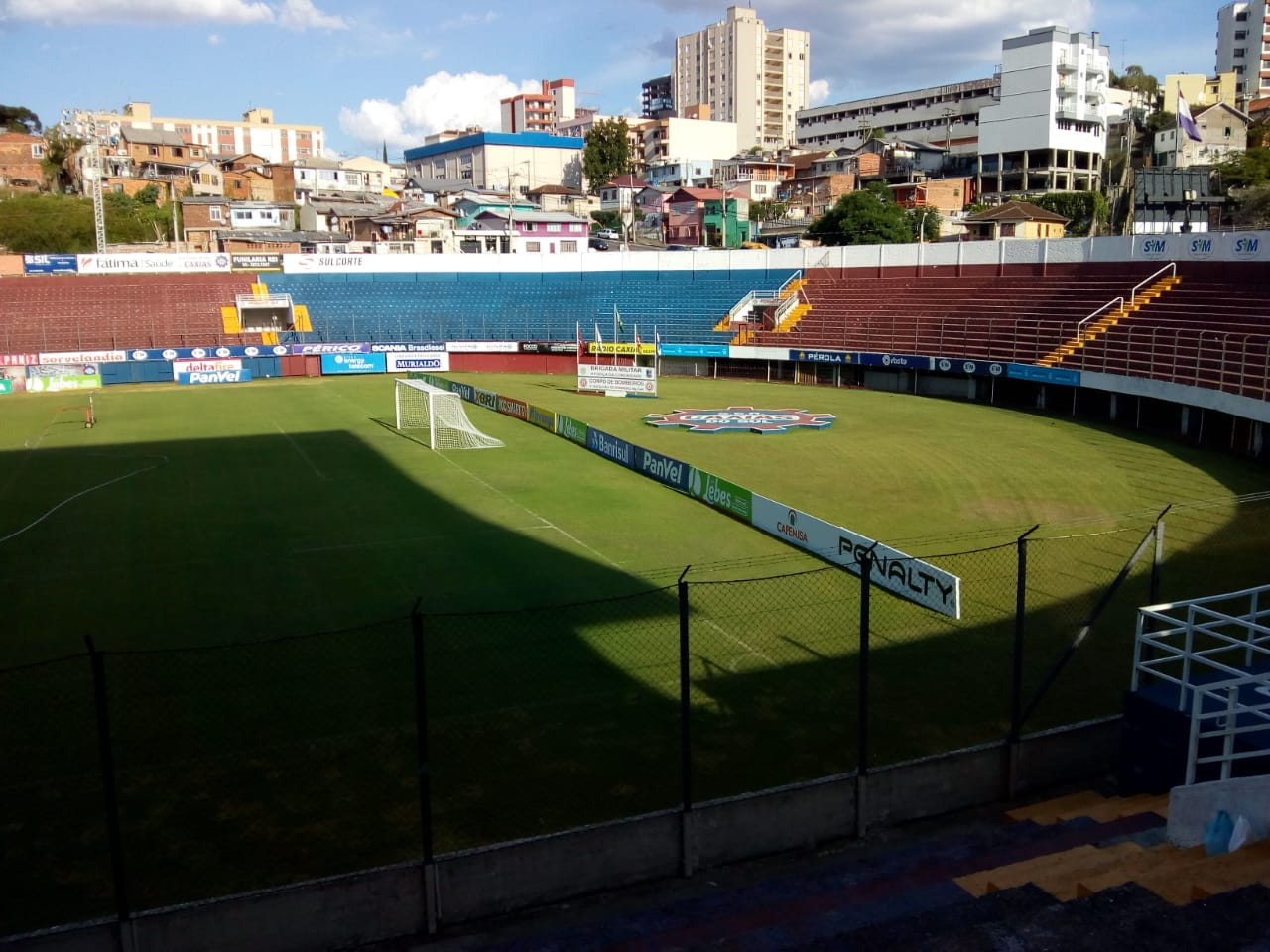
Estádio Francisco Stédile

## Primeira fase
| Pos | Equipes             | Pts | J  | V | E | D | GP | GC | SG  | %  | DF      | Classificação ou rebaixamento |
| --- | ------------------- | --- | -- | - | - | - | -- | -- | --- | -- | ------- | ----------------------------- |
| 1   | Grêmio              | 29  | 13 | 9 | 2 | 2 | 29 | 14 | 15  | 74 | Estável | Classificados à fase final    |
| 2   | São José-RS         | 28  | 13 | 8 | 4 | 1 | 22 | 7  | 15  | 72 | Estável | Classificados à fase final    |
| 3   | Internacional       | 26  | 13 | 7 | 5 | 1 | 24 | 10 | 14  | 67 | Estável | Classificados à fase final    |
| 4   | Juventude           | 23  | 13 | 6 | 5 | 2 | 21 | 14 | 7   | 59 | Estável | Classificados à fase final    |
| 5   | Ypiranga de Erechim | 18  | 13 | 5 | 3 | 5 | 21 | 19 | 2   | 46 | 1       | Classificados à fase final    |
| 6   | São Paulo-RS        | 18  | 13 | 5 | 3 | 5 | 17 | 20 | -3  | 46 | 1       | Classificados à fase final    |
| 7   | Novo Hamburgo       | 16  | 13 | 4 | 4 | 5 | 13 | 14 | -1  | 41 | 2       | Classificados à fase final    |
| 8   | Brasil de Pelotas   | 16  | 13 | 3 | 7 | 3 | 14 | 17 | -3  | 41 | 2       | Classificados à fase final    |
| 9   | Veranópolis         | 15  | 13 | 4 | 3 | 6 | 9  | 13 | -4  | 38 | 2       |                               |
| 10  | Passo Fundo         | 15  | 13 | 4 | 3 | 6 | 12 | 23 | -11 | 38 | 2       |                               |
| 11  | Cruzeiro-RS         | 13  | 13 | 3 | 4 | 6 | 11 | 20 | -9  | 32 | 2       |                               |
| 12  | Glória              | 11  | 13 | 2 | 5 | 6 | 15 | 20 | -5  | 28 | 1       | Rebaixados                    |
| 13  | Lajeadense          | 10  | 13 | 2 | 4 | 7 | 9  | 17 | -8  | 26 | 1       | Rebaixados                    |
| 14  | Aimoré              | 7   | 13 | 1 | 4 | 8 | 13 | 22 | -9  | 18 | Estável | Rebaixados                    |

### Confrontos
Em negrito estão os jogos clássicos.
|  | v d e |

|                     | AIM | BRA | CRU | GLO | GRE | INT | JUV | LAJ | PFU | NVH | SJO | SPA | VEC | YPI |
| ------------------- | --- | --- | --- | --- | --- | --- | --- | --- | --- | --- | --- | --- | --- | --- |
| Aimoré              |     | F   | 1–2 | 2–1 | F   | 1–1 | F   | 1–2 | F   | F   | 1–1 | 0–0 | F   | F   |
| Brasil de Pelotas   | 3–3 |     | F   | F   | 1–3 | F   | 0–1 | F   | 1–0 | F   | 0–0 | F   | 1–0 | 1–1 |
| Cruzeiro-RS         | F   | 1–1 |     | F   | 1–3 | F   | 1–2 | 1–1 | F   | F   | F   | 1–0 | F   | 0–0 |
| Glória              | F   | 1–1 | 1–1 |     | F   | 0–3 | F   | F   | 1–1 | F   | F   | F   | 3–1 | 2–0 |
| Grêmio              | 3–1 | F   | F   | 4–2 |     | 0–0 | 2–2 | 3–0 | F   | 1–0 | 0–2 | F   | F   | F   |
| Internacional       | F   | 4–1 | 4–0 | F   | F   |     | F   | F   | 2–1 | 4–2 | F   | 1–1 | 1–2 | 3–2 |
| Juventude           | 2–0 | F   | F   | 3–3 | F   | 0–1 |     | F   | 3–1 | 2–2 | 0–0 | 2–1 | F   | F   |
| Lajeadense          | F   | 1–1 | F   | 1–0 | F   | 0–0 | 1–3 |     | F   | F   | 1–2 | 0–1 | 0–0 | F   |
| Passo Fundo         | 2–1 | F   | 2–1 | F   | 1–5 | F   | F   | 2–1 |     | F   | 0–3 | F   | 0–0 | F   |
| Novo Hamburgo       | 2–1 | 1–1 | 2–0 | 0–0 | F   | F   | F   | 1–0 | 0–1 |     | F   | F   | F   | 3–1 |
| São José-RS         | F   | F   | 2–0 | 2–1 | F   | 0–0 | F   | F   | F   | 2–0 |     | F   | 1–2 | 2–1 |
| São Paulo-RS        | F   | 1–2 | F   | 2–1 | 3–2 | F   | F   | F   | 2–2 | 1–0 | 1–5 |     | F   | F   |
| Veranópolis         | 1–0 | F   | 0–1 | F   | 0–1 | F   | 2–1 | F   | F   | 0–0 | F   | 0–2 |     | F   |
| Ypiranga de Erechim | 2–1 | F   | F   | F   | 1–2 | F   | 0–0 | 2–1 | 4–0 | F   | F   | 4–2 | 2–1 |     |

|  |                     |  |        |  |                      |
|  | Vitória do Mandante |  | Empate |  | Vitória do Visitante |

## Fase final
|  | Quartas-de-final    | Quartas-de-final |   |                | Semifinais       | Semifinais       | Semifinais       | Semifinais       |  |           | Final         | Final         | Final         | Final         |  |  |
|  |                     |                  |   |                | 16 a 24 de abril | 16 a 24 de abril | 16 a 24 de abril | 16 a 24 de abril |  |           | 1 a 8 de maio | 1 a 8 de maio | 1 a 8 de maio | 1 a 8 de maio |  |  |
|  |                     |                  |   |                |                  |                  |                  |                  |  |           |               |               |               |               |  |  |
|  | Juventude           | 4                |   |                |                  |                  |                  |                  |  |           |               |               |               |               |  |  |
|  | Ypiranga de Erechim | 1                |   |                |                  |                  |                  |                  |  |           |               |               |               |               |  |  |
|  | Ypiranga de Erechim | 1                |   | Juventude (gf) | 2                | 1                | 3                |                  |  |           |               |               |               |               |  |  |
|  |                     |                  |   | Juventude (gf) | 2                | 1                | 3                |                  |  |           |               |               |               |               |  |  |
|  |                     | Grêmio           | 0 | 3              | 3                |                  |                  |                  |  |           |               |               |               |               |  |  |
|  | Grêmio              | Grêmio           | 0 | 3              | 3                | 4                |                  |                  |  |           |               |               |               |               |  |  |
|  | Grêmio              |                  |   |                |                  | 4                |                  |                  |  |           |               |               |               |               |  |  |
|  | Brasil de Pelotas   | 1                |   |                |                  |                  |                  |                  |  |           |               |               |               |               |  |  |
|  | Brasil de Pelotas   | 1                |   |                |                  |                  |                  |                  |  | Juventude | 0             | 0             | 0             |               |  |  |
|  |                     |                  |   |                |                  |                  |                  |                  |  | Juventude | 0             | 0             | 0             |               |  |  |
|  |                     | Internacional    | 1 | 3              | 4                |                  |                  |                  |  |           |               |               |               |               |  |  |
|  | Internacional       | Internacional    | 1 | 3              | 4                | 3                |                  |                  |  |           |               |               |               |               |  |  |
|  | Internacional       |                  |   |                |                  | 3                |                  |                  |  |           |               |               |               |               |  |  |
|  | São Paulo-RS        | 0                |   |                |                  |                  |                  |                  |  |           |               |               |               |               |  |  |
|  | São Paulo-RS        | 0                |   | Internacional  | 0                | 1                | 1                |                  |  |           |               |               |               |               |  |  |
|  |                     |                  |   | Internacional  | 0                | 1                | 1                |                  |  |           |               |               |               |               |  |  |
|  |                     | São José-RS      | 0 | 0              | 0                |                  |                  |                  |  |           |               |               |               |               |  |  |
|  | São José-RS         | São José-RS      | 0 | 0              | 0                | 1                |                  |                  |  |           |               |               |               |               |  |  |
|  | São José-RS         |                  |   |                |                  | 1                |                  |                  |  |           |               |               |               |               |  |  |
|  | Novo Hamburgo       | 0                |   |                |                  |                  |                  |                  |  |           |               |               |               |               |  |  |

## Premiação
| Campeonato Gaúcho de 2016           |
| Porto Alegre                        |
| ----------------------------------- |
| Internacional Campeão (45.º título) |

| Campeão do Interior Gaúcho de 2016 |
| Porto Alegre                       |
| ---------------------------------- |
| São José-RS Campeão (1.º título)   |

## Classificação geral
|  | v d e |

## Estatísticas

### Dados disciplinares
| Clube               | Jogos | Penalizado com cartão amarelo | Expulso |
| ------------------- | ----- | ----------------------------- | ------- |
| Aimoré              | 13    | 34                            | 2       |
| Brasil de Pelotas   | 14    | 37                            | 4       |
| Cruzeiro-RS         | 13    | 40                            | 2       |
| Glória              | 13    | 42                            | 3       |
| Grêmio              | 16    | 40                            | 1       |
| Internacional       | 18    | 37                            | 3       |
| Juventude           | 18    | 58                            | 3       |
| Lajeadense          | 13    | 35                            | 1       |
| Novo Hamburgo       | 14    | 36                            | -       |
| Passo Fundo         | 13    | 31                            | 4       |
| São José-RS         | 16    | 41                            | 1       |
| São Paulo-RS        | 14    | 40                            | 4       |
| Veranópolis         | 13    | 37                            | 1       |
| Ypiranga de Erechim | 14    | 37                            | 2       |

### Rodadas na liderança
Em negrito, os clubes que mais permaneceram na liderança.
| 1   | 2   | 3   | 4   | 5   | 6   | 7   | 8   | 9   | 10  | 11  | 12  | 13  |
| SJO | GRE | GRE | JUV | JUV | SJO | SJO | SJO | SJO | GRE | GRE | GRE | GRE |

### Rodadas na lanterna
Em negrito, os clubes que mais permaneceram na lanterna.
| 1   | 2   | 3   | 4   | 5   | 6   | 7   | 8   | 9   | 10  | 11  | 12  | 13  |
| PFU | PFU | PFU | CRU | CRU | CRU | CRU | CRU | CRU | CRU | AIM | AIM | AIM |

### Menores públicos
Notas:
- PP. ^ Considera-se apenas o público pagante.
- Não são considerados jogos com portões fechados

### Média de público
Informações retiradas de relatórios divulgados no sítio da Federação Gaúcha de Futebol e calculadas manualmente. Atualizadas em 3 de maio.
| Pos. | Time                | Média  | Total   | Mandos | Maior  | Menor |
| ---- | ------------------- | ------ | ------- | ------ | ------ | ----- |
| 1    | Grêmio              | 13 901 | 125 105 | 9      | 44 839 | 961   |
| 2    | Internacional       | 13 798 | 137 983 | 10     | 37 179 | 7 102 |
| 3    | Juventude           | 4 568  | 45 675  | 10     | 11 612 | 1 874 |
| 4    | Passo Fundo         | 3 469  | 20 812  | 6      | 8 635  | 1 101 |
| 5    | Brasil de Pelotas   | 2 787  | 19 509  | 7      | 4 072  | 1 113 |
| 6    | São Paulo-RS        | 2 647  | 15 882  | 6      | 6 038  | 1 109 |
| 7    | Ypiranga de Erechim | 1 656  | 11 592  | 7      | 5 230  | 509   |
| 8    | Glória              | 1 624  | 9 741   | 6      | 2 612  | 181   |
| 9    | Veranópolis         | 601    | 3 603   | 6      | 2 607  | 86    |
| 10   | Lajeadense          | 536    | 3 751   | 7      | 1 602  | 71    |
| 11   | São José-RS         | 485    | 3 882   | 8      | 1 953  | 43    |
| 12   | Aimoré              | 291    | 1 748   | 6      | 744    | 143   |
| 13   | Novo Hamburgo       | 170    | 1 192   | 7      | 261    | 94    |
| 14   | Cruzeiro-RS         | 118    | 705     | 4      | 303    | 55    |

- Não são considerados jogos com portões fechados

## Artilharia
8 gols (1)
- Heliardo (São José-RS)

7 gols (1)
- Brenner (Juventude)

6 gols (3)
- Bobô (Grêmio)
- Pedro Rocha (Grêmio)
- Eduardo Sasha (Internacional)

5 gols (5)
| - Roberson (Juventude) - Luan (Grêmio) - Andrigo (Internacional) | - William Saldanha (Novo Hamburgo) - João Paulo (Ypiranga de Erechim) |  |

4 gols (11)
| - Caion (Cruzeiro-RS) - Tiago Alagoano (Cruzeiro-RS) - Vinícius Chimbica (Glória) - Aylon (Internacional) | - Paulão (Internacional) - Vitinho (Internacional) - Hugo (Juventude) - Erik (Lajeadense) | - Jô (São José-RS) - Athos (São Paulo-RS) - Túlio Renan (Ypiranga de Erechim) |

3 gols (13)
| - Mateus (Aimoré) - Nena (Brasil de Pelotas) - Ramon (Brasil de Pelotas) - Eder (Glória) - Giuliano (Grêmio) | - Lincoln (Grêmio) - Walace Silva (Grêmio) - Anderson (Internacional) - Kiros (Novo Hamburgo) - Nata (Passo Fundo) | - Rafinha (São José-RS) - Rafael Pilões (São Paulo-RS) - Léo (Ypiranga de Erechim) |

2 gols (22)
| - João Artur (Aimoré) - João Henrique (Aimoré) - Moacir (Aimoré) - Felipe Garcia (Brasil de Pelotas) - Gustavo Papa (Brasil de Pelotas) - Marcos Paraná (Brasil de Pelotas) - Reinado Silva (Cruzeiro-RS) - Itaqui (Juventude) | - Mailson (Juventude) - Wallacer (Juventude) - Murilo (Lajeadense) - Danilo Mendes (Glória) - Everton (Grêmio) - Pedro Geromel (Grêmio) - Robinho (Novo Hamburgo) - Jean Carlos (Passo Fundo) | - Jean Silva (Passo Fundo) - Julio Abu (São Paulo-RS) - Goiano (São Paulo-RS) - Igor Bosel (Veranópolis) - Reginaldo Junior (Veranópolis) - Negretti (Ypiranga de Erechim) |

1 gol (60)
| - César Santin (Aimoré) - Douglas (Aimoré) - Elias (Aimoré) - Brock (Brasil de Pelotas) - Cleverson (Brasil de Pelotas) - Wender (Brasil de Pelotas) - Juninho Tardelli (Cruzeiro-RS) - Alê Menezes (Glória) - Baré (Glória) - Germano (Glória) - Giancarlo (Glória) - John Lennon (Glória) - Paulista (Glória) - Batista (Grêmio) - Douglas (Grêmio) - Fernandinho (Grêmio) - Fred (Grêmio) - Henrique Almeida (Grêmio) - Miller Bolaños (Grêmio) - Alisson Farias (Internacional) | - Artur (Internacional) - Gustavo Ferrareis (Internacional) - Marquinhos (Internacional) - Rodrigo Dourado (Internacional) - Bruno Ribeiro (Juventude) - Dieguinho (Juventude) - Dionas Bruno (Juventude) - Klaus (Juventude) - Neguete (Juventude) - Diego Miranda (Lajeadense) - Reinaldo (Lajeadense) - Varetta (Lajeadense) - Anderson Paraíba (Novo Hamburgo) - Celsinho (Novo Hamburgo) - Juninho (Novo Hamburgo) - Branquinho (Passo Fundo) - Léo Kanu (Passo Fundo) - Rennan Oliveira (Passo Fundo) - Anderson (São Paulo-RS) - Cidinho (São Paulo-RS) | - Guto (São Paulo-RS) - Luis Henrique (São Paulo-RS) - Thiago Corrêa (São Paulo-RS) - Carlos Eduardo (São José-RS) - Clayton (São José-RS) - Chico (São José-RS) - Diego Torres (São José-RS) - Everton Alemão (São José-RS) - Guilherme Augusto (São José-RS) - Wagner (São José-RS) - Marcio Jonatan (Veranópolis) - Paulinho Le Petit (Veranópolis) - Wilian Favoni (Veranópolis) - Zambi (Veranópolis) - Jardel (Ypiranga de Erechim) - Jessé (Ypiranga de Erechim) - Maycon (Ypiranga de Erechim) - Robson (Ypiranga de Erechim) - Wesley Santos (Ypiranga de Erechim) |

Gols contra (9)
| - Danilo Mendes (Glória, para o Aimoré) - John Lennon (Glória, para o São Paulo-RS) - Fred (Grêmio, para o Ypiranga de Erechim) | - Henrique Almeida (Grêmio, para o Passo Fundo) - Maurinho (Lajeadense, para o Passo Fundo) - Jackson (Internacional, para o Veranópolis) | - Henrique (São Paulo-RS, para o São José-RS) - Douglão (Veranópolis, para o Juventude) - Micael (Veranópolis, para o Ypiranga de Erechim) |

## Seleção do campeonato

### Rádio Gaúcha
Fonte:
| Posição          | Jogador              | Clube                | Média |
| ---------------- | -------------------- | -------------------- | ----- |
| Goleiro          | Elias                | Juventude            | 7,1   |
| Lateral-direito  | William              | Internacional        | 6,7   |
| Zagueiro         | Ernando              | Internacional        | 7,0   |
| Zagueiro         | Klaus                | Juventude            | 7,0   |
| Lateral-esquerdo | Artur                | Internacional        | 6,8   |
| Volante          | Fabinho              | Internacional        | 7,1   |
| Volante          | Walace               | Grêmio               | 7,1   |
| Meia             | Julio Abu            | São Paulo-RS         | 6,9   |
| Atacante         | Eduardo Sasha        | Internacional        | 6,9   |
| Atacante         | Roberson             | Juventude            | 7,4   |
| Atacante         | Heliardo             | São José-RS          | 7,0   |
| Técnico          | China Balbino        | São José-RS          | 7,5   |
| Árbitro          | Leandro Pedro Vuaden | Leandro Pedro Vuaden | 7,4   |

### FGF e RBS TV
Fonte:
| Posição          | Jogador       | Clube         |
| ---------------- | ------------- | ------------- |
| Goleiro          | Fábio         | São José-RS   |
| Lateral-direito  | Helder        | Juventude     |
| Zagueiro         | Paulão        | Internacional |
| Zagueiro         | Pedro Geromel | Grêmio        |
| Lateral-esquerdo | Artur         | Internacional |
| Volante          | Walace        | Grêmio        |
| Volante          | Fernando Bob  | Internacional |
| Meia             | Hugo          | Juventude     |
| Meia             | Andrigo       | Internacional |
| Atacante         | Heliardo      | São José-RS   |
| Atacante         | Vitinho       | Internacional |
| Técnico          | Argel Fucks   | Internacional |

| Posição              | Jogador                   | Clube                 |
| -------------------- | ------------------------- | --------------------- |
| Revelação            | Brenner                   | Juventude             |
| Artilheiro           | Heliardo                  | São José-RS           |
| Craque do Campeonato | Andrigo                   | Internacional         |
| Dirigente            | João Carlos da Silva Lock | São José-RS           |
| Árbitro              | Jean Pierre Lima          | Jean Pierre Lima      |
| Assistente           | Rafael da Silva Alves     | Rafael da Silva Alves |

## Mudanças de técnicos
| Clube         | Técnico demitido    | Motivo          | Data            | Última partida                      | Rod | Pos | Sucessor                  | Ref.          |
| ------------- | ------------------- | --------------- | --------------- | ----------------------------------- | --- | --- | ------------------------- | ------------- |
| Passo Fundo   | Ben Hur Pereira     | Maus resultados | 4 de fevereiro  | Ypiranga de Erechim 4–0 Passo Fundo | 2ª  | 14º | Paulo Porto               | [ 26 ] [ 27 ] |
| Cruzeiro-RS   | Luis Antonio Zaluar | Maus resultados | 21 de fevereiro | Internacional 4–0 Cruzeiro-RS       | 5ª  | 14º | Ben Hur Pereira           | [ 28 ] [ 29 ] |
| Lajeadense    | Rodrigo Carpegiani  | Maus resultados | 25 de fevereiro | Lajeadense 1–2 São José-RS          | 6ª  | 12º | Edson Porto               | [ 30 ]        |
| Glória        | Clemer da Silva     | Maus resultados | 25 de fevereiro | Glória 1–1 Cruzeiro-RS              | 6ª  | 8º  | Rodrigo Bandeira          | [ 30 ]        |
| Aimoré        | Abel Ribeiro        | Maus resultados | 1 de março      | Aimoré 1–1 São José-RS              | 7ª  | 11º | Leandro Machado           | [ 31 ] [ 32 ] |
| Novo Hamburgo | Gerson Gusmão       | Resignado       | 22 de março     | Novo Hamburgo 1-1 Brasil de Pelotas | 10ª | 7º  | Abel Ribeiro              | [ 33 ] [ 34 ] |
| Lajeadense    | Edson Porto         | Maus resultados | 25 de março     | Lajeadense 1–2 São José-RS          | 11ª | 12º | Sérgio Almeida (interino) | [ 35 ]        |